# Sparganum

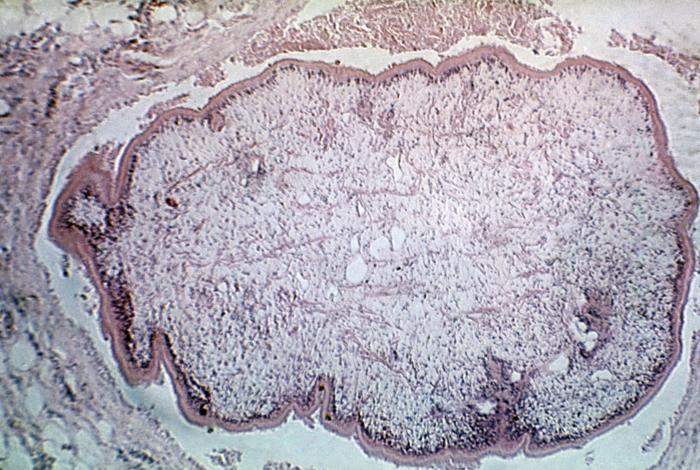
Proliferierendes Sparganum

Als Sparganum bezeichnet man ein mobiles zweites Larvenstadium der Bandwürmer der Familie der Diphyllobothriidae (beispielsweise des Fischbandwurms oder Spirometra erinacei-europaei) in einem Transportwirt. 
Das erste Larvenstadium – das Prozerkoid – entwickelt sich in Wirbellosen, das zweite Larvenstadium – das Plerozerkoid – in einem Wirbeltier. Wird ein solches Plerocerkoid von einem anderen Wirt als dem eigentlichen Endwirt aufgenommen, also von Transportwirten, durchbohrt es dessen Darmwand und wandert in die Unterhaut, die Muskulatur oder innere Organe. Diese für den Endwirt infektiösen Stadien werden dann als Sparganum bezeichnet, eventuelle Krankheitserscheinungen als Sparganose, für den Fischbandwurm als Diphyllobothriasis. In einigen Fällen kann es dort eine asexuelle Vermehrung (proliferierendes Sparganum) durchlaufen.